# Созин, Вениамин Иннокентьевич

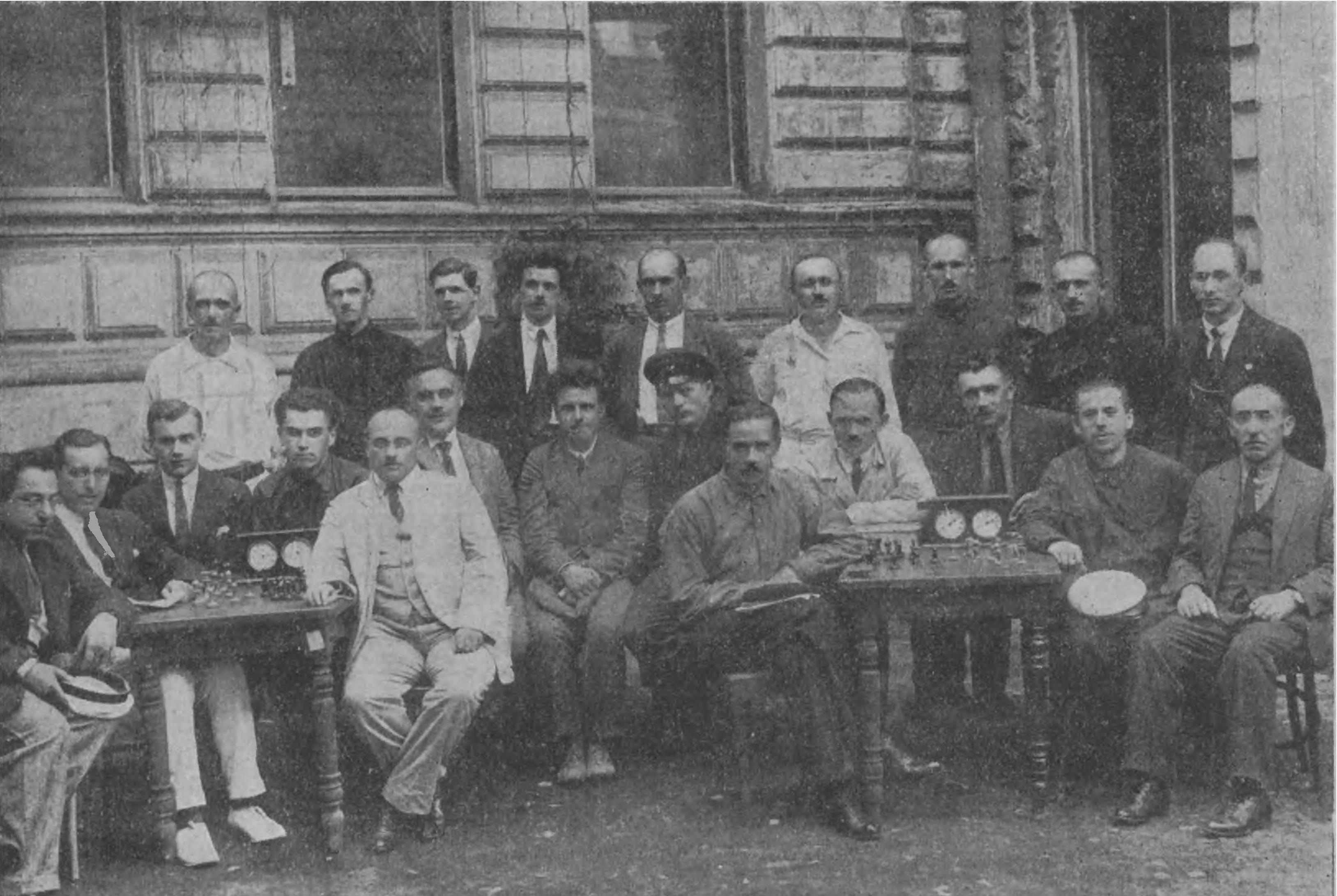
4-й чемпионат СССР по шахматам. Сидят (слева направо): Вильнер, Левенфиш, Рохлин (член оргбюро), Готгильф, И. Рабинович, Боголюбов, Ильин-Женевский, Дуз-Хотимирский, Романовский, Сергеев, Ненароков, Верлинский и А. Рабинович.
Стоят: Фрейман, Созин, Еремеев (член оргбюро), Григорьев, Зубарев, Селезнёв, Касперский, Кутузов и Вайнштейн (член оргбюро).

Вениамин Иннокентьевич Созин (1896—1956) — советский шахматист, мастер спорта СССР (1924—1935, по итогам квалификационной проверки ВСФК должен был подтвердить звание мастера и не смог этого сделать), шахматный теоретик и журналист, по профессии бухгалтер.

## Биография
Сын священника, с 1904 г. служившего в Новгороде. Жил в Новгороде, потом в Ленинграде.
Участник четырёх чемпионатов СССР по шахматам. Лучший результат — 9-е место в турнире 1924 года. В течение ряда лет был редактором теоретического отдела журнала «Шахматный листок».
Внёс ценный вклад развитие дебютной теории. Один из вариантов сицилианской защиты назван в его честь.
Атака Созина была впервые применена в чемпионате СССР 1929 г. 11-й чемпион мира Роберт Фишер питал особую симпатию к этому дебютному варианту. Он обогатил её новыми идеями. В матче за звание чемпиона мира в 1993 г. Найджел Шорт также неоднократно применял эту атаку. Атака Созина подробно рассмотрена в ряде монографий по сицилианской защите.
В 1935 г. по итогам квалификационной проверки был лишён звания мастера спорта из-за отсутствия необходимых спортивных результатов. Интерес к творческому наследию В. И. Созина вырос с 1950-х годов в связи с ростом популярности «атаки Созина».
Похоронен на Большеохтинском кладбище Санкт-Петербурга.

## Спортивные результаты
| Год       | Город     | Турнир                                      | + | −  | = | Результат | Место |
| --------- | --------- | ------------------------------------------- | - | -- | - | --------- | ----- |
| 1923      |           | Турнир городов                              |   |    |   | из        | 3     |
| 1923/1924 | Новгород  |                                             |   |    |   | из        | 3     |
| 1924      | Москва    | 3-й чемпионат СССР                          | 7 | 6  | 4 | 9 из 17   | 9     |
| 1925      | Ленинград | 4-й чемпионат СССР                          | 4 | 10 | 5 | 6½ из 19  | 17    |
| 1929      | Одесса    | 6-й чемпионат СССР (предварительная группа) | 2 | 3  | 3 | 3½ из 8   | 6—7   |
| 1931      | Москва    | 7-й чемпионат СССР                          | 3 | 9  | 5 | 5½ из 17  | 16    |
| 1935      | Ленинград |                                             |   |    |   | из        | 2     |

## Книги
- Комбинации и ловушки, 2 изд. М. — Л., 1931;
- Что каждый должен знать об эндшпиле, 2 изд., М. — Л., 1935.